# رحبه عکار لبنان الشمالی
رحبه عکار لبنان شمالی (به عربی: رحبة عکار لبنان الشمالی) یک منطقهٔ مسکونی در لبنان است که در شهرستان عکار واقع شده‌است.